# Glossosoma disparile
Glossosoma disparile là một loài Trichoptera trong họ Glossosomatidae. Chúng phân bố ở miền Cổ bắc.